# Barkeria whartoniana
Barkeria whartoniana là một loài thực vật có hoa trong họ Lan. Loài này được (C.Schweinf.) Soto Arenas mô tả khoa học đầu tiên năm 1993.